# Assassinio di Alfonso Gonzaga
L'assassinio di Alfonso Gonzaga, avvenuto il 7 maggio 1592, fu una cospirazione ordita dal nipote Rodolfo Gonzaga, marchese di Castiglione, con lo scopo di stroncare la vita del secondo marchese di Castel Goffredo per motivi ereditari legati alla successione al feudo di Castel Goffredo. La congiura portò all'uccisione di Alfonso Gonzaga, ma dopo alcuni mesi (3 gennaio 1593), Rodolfo subì la stessa sorte.

## Antefatti

Corte Gambaredolo, luogo del delitto

Alfonso Gonzaga fu il figlio primogenito di Aloisio Gonzaga e nacque a Castel Goffredo nel novembre 1541. Alla morte del padre, Alfonso aveva solo nove anni e il marchesato fu governato, fino alla maggiore età, dalla madre Caterina Anguissola. Il 20 marzo 1559 ottenne, tramite il nunzio Alessandro Pomello, l'investitura da parte dell'imperatore Ferdinando I d'Asburgo per il feudo di Castel Goffredo. Sposò Ippolita Maggi che gli diede sei figli: in seguito, tuttavia, sopravvisse l'unica figlia Caterina che, essendo femmina, non poteva succedergli. Cercò inizialmente di farle sposare il cugino Rodolfo di Castiglione che, innamorato di Elena Aliprandi, sposò segretamente nel 1588. Il matrimonio venne celebrato solo un anno dopo e lo zio Alfonso pensò di privare il nipote dell'eredità. Grazie agli appoggi che godeva presso la corte imperiale, cercò pertanto di ottenere l'investitura per la figlia Caterina. Questo provocò le ire di Rodolfo, che volle vendicarsi dell'affronto facendo uccidere lo zio.

## L'assassinio
Nel pomeriggio del 7 maggio 1592, giorno dell'Ascensione, Alfonso si fece condurre in lettiga (soffriva da tempo di gotta alle mani e ai piedi) e senza scorta dal suo palazzo di Castel Goffredo verso Corte Gambaredolo, residenza estiva dei Gonzaga di Castel Goffredo. Lo accompagnavano i servitori Stefano Cometti, Antonio Facchini e Silvio Lazzari. Sul posto lo attendevano i mezzadri Francesco Schinelli e Bernardino Trentino, che si prodigarono a far scendere il marchese dalla lettiga e collocarlo su di una sedia a rotelle, sistemata sul ponte della peschiera.
Rodolfo Gonzaga e i suoi sicari si trovavano alla cascina "Belfenile" di sua proprietà e poco distante da Castel Goffredo. Da qui partì un gruppo incaricato di ferire a morte Alfonso, che arrivò a Gambaredolo attraverso le campagne. Poco dopo venne avvicinato da un uomo armato, Giacomo Pedercini, che lo colpì con un colpo di archibugio alla schiena. Il colpo venne però attutito da una pesante pelliccia indossata dal marchese. Altri due sicari, Ferrante Pomalo e Filippo Furlani, smontati da cavallo, gli si avventarono contro colpendolo al collo e al petto con i pugnali. Poiché il marchese dava ancora segni di vita, venne gettato nell'acqua e decapitato da Andrea Franzoni, sceso nella peschiera con una scala. Compiuto il misfatto, i sicari fecero ritorno a Castiglione attraverso la campagna, da dove erano venuti.

## Conseguenze della congiura
Dopo l'assassinio, Rodolfo si autoproclamò marchese di Castel Goffredo, occupando il paese con 50 soldati e imponendo la sua forza sul popolo. Provvide a tenere prigioniere Ippolita Maggi e Caterina Gonzaga, che vennero liberate solo grazie all'intervento di papa Clemente VIII e che in seguito chiesero protezione al duca di Mantova Vincenzo I Gonzaga, forse non del tutto estraneo alla vicenda.
I sicari vennero ricercati: Giacomo Pedercini venne ucciso nel novembre 1593; Ferrante Pomalo venne catturato grazie alla complicità della moglie e di Filippo Furlani. Finì nelle prigioni di Mantova dove morì nel 1596 in circostanze misteriose; Filippo Furlani fu incarcerato; Francesco Marchesi venne catturato nel 1594, così pure Marc'Antonio Ordanino; Andrea Franzoni venne impiccato nel 1597 e Giovanbattista Albertinelli morì in carcere.
Dopo aver governato con la forza e commesso soprusi di ogni genere, Rodolfo di Castiglione venne ucciso a colpi di archibugio sulla porta della chiesa prepositurale di Sant'Erasmo di Castel Goffredo, il 3 gennaio 1593: del suo corpo fu fatto scempio.

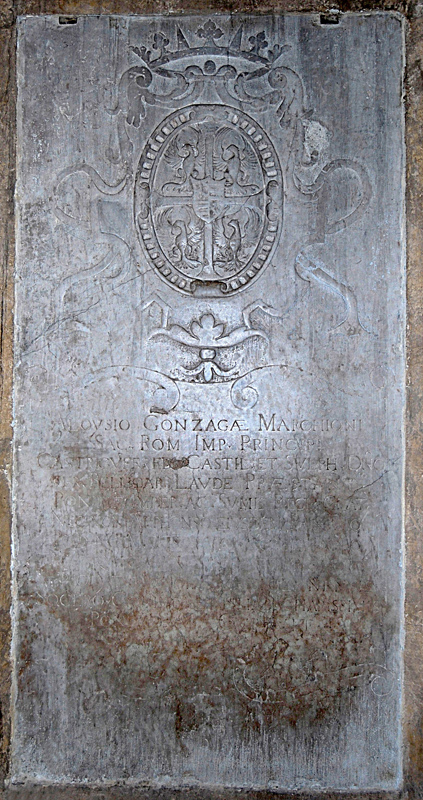
Santuario della Beata Vergine delle Grazie (Curtatone), lapide ad Aloisio ed Alfonso Gonzaga

## La sepoltura

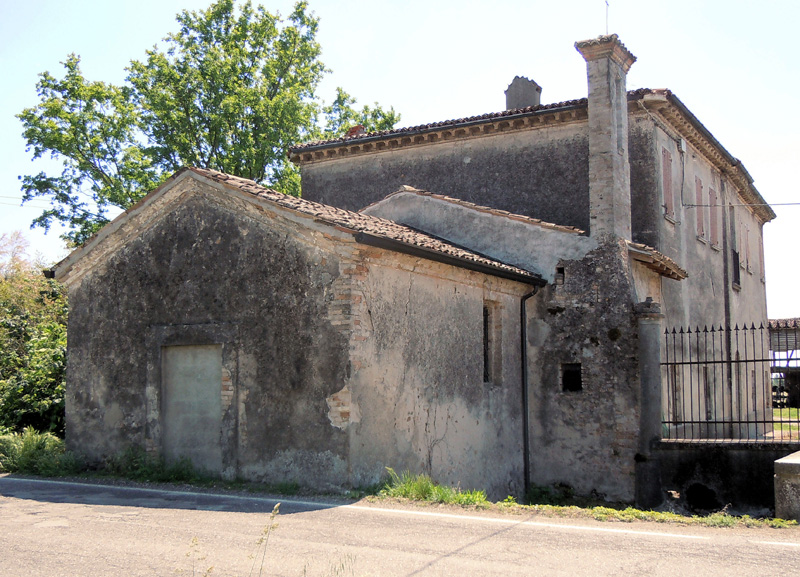
Corte Gambaredolo, Oratorio di San Carlo

Il corpo del marchese Alfonso venne ricomposto e portato inizialmente a Castel Goffredo nella chiesa dei Disciplini e quindi sepolto nella chiesa di Santa Maria del Consorzio, mausoleo di Gonzaga. In seguito la moglie Ippolita Maggi fece riesumare e tumulare la salma del marito e del suocero Aloisio nel santuario della Madonna delle Grazie presso Mantova: una lapide in marmo bianco all'interno ne ricorda l'evento.
La figlia Caterina sposò nel 1596 il nobile Carlo Emanuele Teodoro Trivulzio (Teodoro VIII), della nobile famiglia Trivulzio e nel 1615 fece edificare sul luogo dell'assassinio del padre l'oratorio di San Carlo.